# Biebelsheim
Biebelsheim este o comună din landul Renania-Palatinat, Germania.